# أحمد حسني حاتوقاي
أحمد حسني حاتوقاي (وُلِد في 1969) هو ضابط مخابرات أردني يشغل منصب مدير دائرة المخابرات العامة الأردنية منذ الأول من مايو عام 2019. يُعد من أبرز قادة الجهاز في العقود الأخيرة، وبرز اسمه بصفته أحد مهندسي الأمن الأردني الحديث، لا سيما بعد قيادته عمليات حساسة مثل إفشال «قضية الفتنة» عام 2021، ومتابعة ملف الإرهاب والتطرف داخليًا وخارجيًا.

## النشأة والتعليم
وُلد أحمد حسني حاتوقاي في العاصمة عمّان عام 1969 تقريبًا، وينحدر من أصول شركسية. نشأ في عائلة عسكرية، إذ كان والده اللواء حسني حاتوقاي من كبار ضباط الجيش الأردني. تلقى تعليمه المدرسي في عمّان.

## الحياة المهنية المبكرة
بدأ أحمد حسني حياته المهنية في دائرة المخابرات العامة أوائل التسعينيات برتبة ملازم. خدم في مختلف أقسام الجهاز، واكتسب خبرة ميدانية عميقة، خاصة في مجال مكافحة التهريب والتطرف. وبرز خلال عمله في ملف مكافحة الإرهاب والتطرف الديني، حيث تعامل بفعالية مع الجماعات المتشددة وتمكن من تفكيك عدد من الشبكات. بحلول عام 2015، أصبح مساعدًا لمدير المخابرات العامة، وتولّى مسؤولية شعبة العمليات والاستخبارات المضادة، ما جعله في قلب العمل الاستخباري المباشر. ومن أبرز أدواره حينها متابعته لقضية الفتنة سنة 2021، حيث كان الجهاز يرصد الاتصالات والتحركات المرتبطة بالمخطط الذي استهدف أمن الدولة.

### إدارة دائرة المخابرات العامة (2019–الآن)
في 1 مايو 2019، صدرت إرادة ملكية تقضي بتعيين اللواء أحمد حسني حاتوقاي مديرًا عامًا لدائرة المخابرات العامة، خلفًا للفريق عدنان الجندي. تزامن تعيينه مع أوضاع إقليمية شديدة التوتر، وتهديدات أمنية ناجمة عن بقايا تنظيم داعش، وتحديات داخلية تتعلق بالاقتصاد والسياسة.
كانت من أبرز الأحداث خلال ولايته هي قضية الفتنة (2021)، حيث قاد حاتوقاي عملية أمنية دقيقة أحبطت محاولة مزعزعة للاستقرار تورط فيها الأمير حمزة بن الحسين ورئيس الديوان الملكي الأسبق باسم عوض الله وآخرون، حيث تم اعتقال 16 شخصًا، وأُفشلت المحاولة في "ساعاتها الصفر". كما قام بملاحقة الخلايا الإرهابية؛ إذ أعلن الجهاز في عهده عن إحباط مخطط إرهابي تابع لتنظيم داعش في محافظة إربد عام 2021 كان يستهدف مقرات أمنية واغتيال ضباط. أعاد حسني تفعيل دور المخابرات الوقائي في ملفات الفساد، وقدم دعمًا استخباراتيًا لهيئة النزاهة ومكافحة الفساد أسهم في كشف قضايا كبرى عامي 2020 و2021. كما أجرى إعادة هيكلة داخلية ودمج بعض الإدارات لتقليل البيروقراطية، وأنشأ وحدة للأمن السيبراني للتعامل مع التهديدات الإلكترونية. عزز حاتوقاي أيضًا التنسيق الأمني مع دول عربية وغربية، وشارك الجهاز في دعم عمليات التحالف الدولي ضد داعش عبر تقديم معلومات استخباراتية دقيقة.
رغم أن الملفات التي تعامل معها الجهاز تحت قيادته كانت حساسة، لم يُعرف عن أحمد حسني تورطه في أي قضايا فساد أو نزاعات شخصية. ومع ذلك، أثارت قضية الأمير حمزة بعض الجدل الحقوقي، خاصة فيما يتعلق بالإقامة الجبرية، لكن السلطات أكدت أن الإجراءات كانت لحماية استقرار الدولة. كما طُرحت انتقادات من منظمات حقوقية حول توقيف نشطاء سياسيين عام 2020، غير أن الحكومة نفت وجود استهداف ممنهج، مؤكدة أن التوقيفات تمت بناء على مخالفات قانونية.

## التكريم
في عام 2022، أصدر الملك عبد الله الثاني إرادة ملكية بتمديد خدمة اللواء أحمد حسني، تقديرًا لأدائه واحترافيته. وما زال حتى اليوم على رأس عمله، ويُعد من أطول المدراء خدمة في تاريخ المخابرات الأردنية في القرن الحادي والعشرين.